# Limita posloupnosti

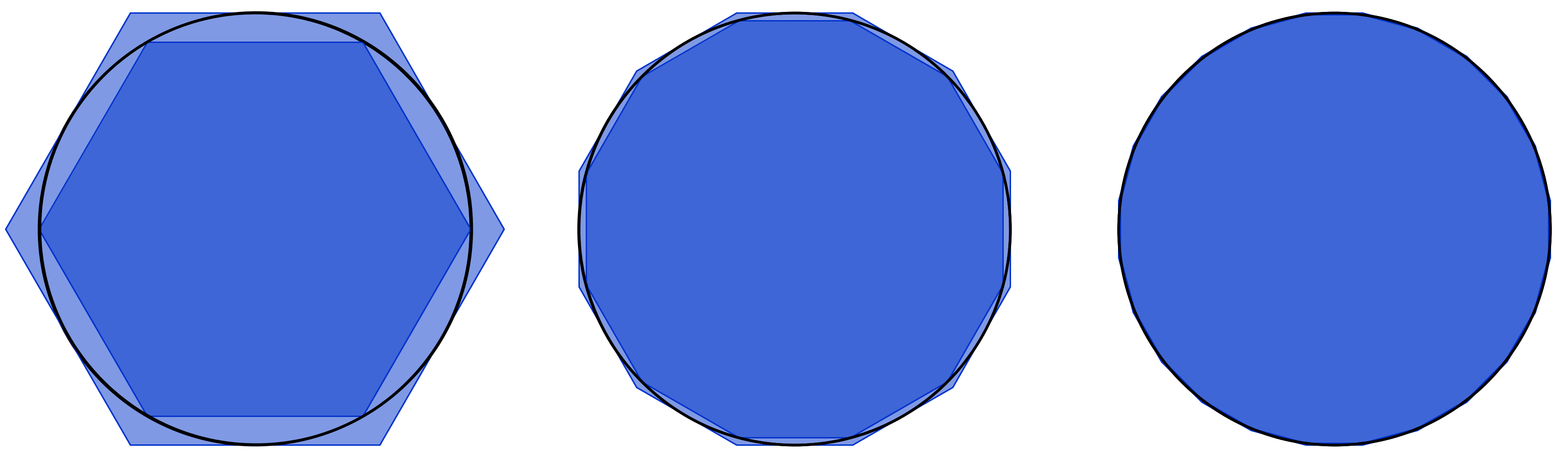
Tři body posloupnosti mnohoúhelníků opsaných a vepsaných kružnici. Jejich limitou je kruh odpovídající této kružnici.Tohoto se dá využít pro aproximaci.

Limita nekonečné posloupnosti bodů je pojem používaný v  matematické analýze a topologii. Limitou je bod, k němuž se posloupnost přiblíží libovolně (méně přesně řečeno: „nekonečně“) blízko; pak říkáme, že posloupnost k tomuto bodu konverguje.
Pojem „bod“ přitom může znamenat např. reálné číslo (jako bod na reálné ose), komplexní číslo, bod v rovině, prostoru (i vícerozměrném), nebo v jakémkoli metrickém či dokonce topologickém prostoru. Ve všech těchto případech platí, že bod {\displaystyle A} je limitou nekonečné posloupnosti {\displaystyle \{a_{n}\}}, právě když v každém (tj. „sebemenším“) jeho okolí leží všechny členy posloupnosti od jistého indexu {\displaystyle n_{0}}, nebo ekvivalentně: všechny členy až na konečně mnoho. Liší se ovšem definice pojmu „okolí“.
V případě reálných čísel je tedy limitou posloupnosti {\displaystyle \{a_{n}\}} takové reálné číslo {\displaystyle A}, k němuž pro každé (tj. „sebemenší“) kladné reálné číslo {\displaystyle \varepsilon } existuje přirozené číslo {\displaystyle n_{0}} takové, že pro každé přirozené {\displaystyle n\geq n_{0}} platí {\displaystyle |a_{n}-A|<\varepsilon }, tj. {\displaystyle n}-tý člen posloupnosti leží v {\displaystyle \varepsilon }-okolí čísla {\displaystyle A}. 
- Například posloupnost {\displaystyle \{1\}} samých jedniček konverguje k jedničce, zatímco {\displaystyle \{1/n\}=\{1;1/2;1/3;1/4;1/5;\ldots \}} k nule.

- Posloupnosti {\displaystyle \{n\}=\{1;2;3;4;5;\ldots \}}, {\displaystyle \{n^{2}\}=\{1;4;9;16;25;\dots \}} a {\displaystyle \{2^{n}\}=\{2;4;8;16;32;\ldots \}} nekonvergují k žádnému reálnému číslu, ale „libovolně se přiblíží“ k nekonečnu: dosahují hodnot vyšších než sto, než milion i než jakékoli jiné reálné číslo. To se nazývá divergence k {\displaystyle +\infty }. Říkáme též, že {\displaystyle +\infty } je jejich nevlastní limita. Podobně posloupnost záporných faktoriálů {\displaystyle \{-n!\}=\{-1;-2;-6;-24;-120;\ldots \}} diverguje k {\displaystyle -\infty }. Aby bylo možné pracovat jednotně s vlastní i nevlastní limitou, byl vytvořen pojem rozšířená reálná čísla.

- Posloupnosti, které nejsou konvergentní ani divergentní, se nazývají oscilující. Příkladem je posloupnost {\displaystyle \{-1^{n}\}=\{-1;1;-1;1;-1;1;\}}. Rovněž posloupnost {\displaystyle \{n*(-1)^{n}\}=\{-1;2;-3;4;-5;6;\ldots \}} osciluje, tj. nemá vlastní ani nevlastní limitu. Sice se k nekonečnu „libovolně přiblíží“, ale v té blízkosti nezůstane.

V reálných číslech i ostatních metrických prostorech může mít posloupnost nejvýše jednu limitu; v některých topologických prostorech to však neplatí. Posloupnost nemusí mít žádnou limitu. Metrický prostor, v němž má limitu každá cauchyovská posloupnost - tj. taková, jejíž prvky se k sobě navzájem libovolně („nekonečně“) blíží - nazýváme úplným prostorem. Takovým jsou např. reálná čísla, ale ne racionální čísla. 
Pojem konvergence posloupnosti se liší od  konvergence řady: například posloupnost {\displaystyle \{1/n\}} konverguje jako posloupnost k nule, ale jako řada diverguje k plus nekonečnu.

## Definice
Pojem limity byl zaveden pro posloupnost reálných čísel a zobecněn pro posloupnost bodů v rovině, prostoru, případně {\displaystyle n}-rozměrném prostoru {\displaystyle R^{n}}. Toto bylo posléze dále zobecněno pro posloupnost prvků libovolného metrického prostoru či dokonce topologického prostoru.  
Tyto definice jsou v plném souladu, tj. např. posloupnost reálných čísel konverguje podle definice pro reálná čísla, právě když konverguje jako posloupnost prvků prostoru reálných čísel vybaveného obvyklou metrikou nebo běžnou topologií. Vždy platí, že číslo je limitou posloupnosti, pokud v každém jeho okolí leží všechny členy posloupnosti až na konečně mnoho.

### Na reálných číslech
Nekonečnou posloupností reálných čísel {\displaystyle \{a_{n}\}_{n=1}^{\infty }} (pro stručnost píšeme jen {\displaystyle \{a_{n}\}}) se rozumí zobrazení, které libovolnému přirozenému číslu („indexu“) přiřadí reálné číslo. Například posloupnost {\displaystyle \{n^{2}\}} neboli {\displaystyle \{1;4;9;16;25;\dots \}} indexu 3 přiřadí číslo 9, protože třetím členem je devítka.
Pro definici limity reálných čísel není zapotřebí zavádět topologické pojmy „okolí“ či  „otevřená množina“. Číslo {\displaystyle A\in \mathbb {R} } je limitou posloupnosti {\displaystyle \{a_{n}\}}, jestliže pro libovolné {\displaystyle \varepsilon >0} existuje {\displaystyle n_{0}\in \mathbb {N} } takové, že pro každé {\displaystyle n\geq n_{0}} platí {\displaystyle |a_{n}-A|<\varepsilon }.
Např. pro posloupnost {\displaystyle 1 \over {\sqrt {n}}} platí, že
- Konverguje k nule, protože výše uvedené platí pro každé okolí nuly. Například pro {\displaystyle \varepsilon =1} je {\displaystyle n_{0}=2}, pro {\displaystyle \varepsilon =0{,}1} je {\displaystyle n_{0}=101}, pro {\displaystyle \varepsilon =0{,}001} je {\displaystyle n_{0}=1\,000\,001} atd.. Čím menší okolí je zadáno, tím větší {\displaystyle n_{0}} je obvykle zapotřebí.
- Tato posloupnost ovšem nekonverguje k číslu {\displaystyle -0{,}1}, neboť žádný prvek posloupnosti neleží v okolí {\displaystyle (-0,11;-0,09)}.
- Nekonverguje ani k číslu např. {\displaystyle 0{,}6}, protože v jeho okolí {\displaystyle (0{,}5;0{,}7)} neleží žádné {\displaystyle 1 \over {\sqrt {n}}} pro {\displaystyle n\geq 4}. Podobně nekonverguje k {\displaystyle 0{,}01}, protože v jeho okolí {\displaystyle (0{,}005={\frac {1}{200}};0{,}015)} leží jen konečně mnoho členů, ale žádný pro {\displaystyle n\geq 40\,000=200^{2}}.

Podobně lze ukázat, že nekonverguje k žádnému číslu kromě nuly; to ostatně plyne i z jednoznačnosti limity.

### V metrických prostorech
V metrických prostorech (včetně roviny reprezentované jako {\displaystyle R^{2}}, prostoru {\displaystyle R^{3}} a vícerozměrného prostoru {\displaystyle R^{n}}) je definice stejná, nahradíme-li výraz {\displaystyle |a_{n}-A|} výrazem „vzdálenost {\displaystyle a_{n}} od {\displaystyle A}.“ Limita je tedy bod, ke kterému se posloupnost „přiblíží neomezeně blízko a v blízkosti zůstane“, nebo formálněji řečeno, pro každé {\displaystyle \varepsilon } jen konečně mnoho prvků posloupnosti je od {\displaystyle A} vzdáleno o {\displaystyle \varepsilon } nebo více. 
Používá se následující názvosloví:
- Pro „všechny až na konečně mnoho“, což je ekvivalentní s podmínkou „všechny členy od nějakého indexu {\displaystyle n_{0}}“ (neboli „existuje přirozené číslo {\displaystyle n_{0}} takové, že pro každé {\displaystyle n\geq n_{0}} splňuje {\displaystyle n}-tý člen posloupnosti danou podmínku“) se ustálila zkratka „skoro všechny“: limita posloupnosti je takový bod {\displaystyle A}, že pro každé („sebemenší“) kladné reálné číslo {\displaystyle \varepsilon } skoro všechny členy posloupnosti leží k {\displaystyle A} blíže, než {\displaystyle \varepsilon }.
- Pro pojem „množina všech bodů (tj. prvků metrického prostoru), které od {\displaystyle A} mají menší vzdálenost, než {\displaystyle \varepsilon }“ se používá pojem„{\displaystyle \varepsilon }-okolí bodu {\displaystyle A}“ (výslovnost: „epsilon-okolí“).
- Místo „pro každé {\displaystyle \varepsilon >0} platí, že {\displaystyle \varepsilon }-okolí bodu {\displaystyle A} splňuje…“ se říká „každé {\displaystyle \varepsilon }-okolí {\displaystyle A} splňuje…'“.

Proto lze též definici formulovat tak, že limitou posloupnosti je takový bod, v jehož každém {\displaystyle \varepsilon }-okolí leží skoro všechny její členy.
Například posloupnost {\displaystyle \{(-1)^{n}\}}, tj. {\displaystyle \{-1;1;-1;1\dots \}} nemá žádnou limitu. Pro  {\displaystyle \varepsilon ={\frac {1}{100}}} (nebo lze použít i {\displaystyle \varepsilon =1} či {\displaystyle \varepsilon =2}) sice v {\displaystyle \varepsilon }-okolí bodu {\displaystyle 1} leží nekonečně mnoho prvků posloupnosti, ale nikoli skoro všechny. Těch, které v něm neleží, je rovněž nekonečně mnoho.

### V topologických prostorech
Neformálně řečeno, typický (ne však každý) topologický prostor vznikne z metrického prostoru tím, že si „zapamatujeme“, které množiny jsou otevřené, ale „zapomeneme“ metriku. Každý metrický prostor je tedy i topologickým prostorem. 
Používají se tyto pojmy:
- V metrickém prostoru se množina nazývá otevřená, pokud s každým svým prvkem obsahuje i nějaké jeho {\displaystyle \varepsilon }-okolí. V topologickém prostoru jsou otevřené množiny přímo zadány jeho definicí.
- V každém topologickém (a tedy i metrickém) prostoru {\displaystyle T} se množina {\displaystyle X\subseteq T} nazývá okolím bodu {\displaystyle a\in T}, pokud je nadmnožinou nějaké otevřené množiny, v níž {\displaystyle a} leží, tj. pokud existuje otevřená množina {\displaystyle Y\in T} taková, že {\displaystyle a\in Y\subseteq X}.

Souvislost mezi topologickou a metrickou definicí limity je následkem toho, že:
- Množina je otevřená právě tehdy, když s každým svým prvkem obsahuje i nějaké jeho okolí.
- Pro každé kladné {\displaystyle \varepsilon } je {\displaystyle \varepsilon }-okolí bodu jeho okolím. Např. otevřený interval {\displaystyle (-1;1)} je {\displaystyle 1}-okolím čísla {\displaystyle 0}, tj. {\displaystyle \varepsilon }-okolím pro {\displaystyle \varepsilon =1}. Obráceně to neplatí: {\displaystyle (-1;100)} je též okolím nuly, ale nikoli {\displaystyle \varepsilon }-okolím.
- Každá otevřená množina je okolím každého svého prvku. Opačně to neplatí, např. uzavřený interval {\displaystyle <-1;1>} či polouzavřený {\displaystyle (-1;1>} je okolím nuly, ačkoli není otevřenou množinou.
- Tvrzení, že v prostoru {\displaystyle T} je {\displaystyle X\subseteq T}  okolím bodu {\displaystyle a}, lze neformálně vyjádřit tak, že prvky {\displaystyle T}, které neleží v {\displaystyle X}, nesmějí k bodu {\displaystyle a} dosahovat libovolně („nekonečně“) blízko. Každá nadmnožina {\displaystyle Y} v daném prostoru (tedy {\displaystyle X\subseteq Y\subseteq T}) je pak také okolím bodu {\displaystyle a}. Proto k intervalu {\displaystyle X=(-1;1)} lze přidat zcela jakoukoli množinu {\displaystyle Y\subseteq R} (například čísla {\displaystyle -1} a {\displaystyle 1} jako v příkladu výše) a zůstane okolím nuly. Odebráním kladných racionálních čísel by však vznikla množina, která okolím nuly není. Odebráním nuly také, protože okolí bodu {\displaystyle a} musí obsahovat {\displaystyle a}. Jinak je tomu u prstencového okolí, což je odlišný matematický pojem.

Z těchto důvodů jsou následující tři definice limity ekvivalentní; první lze použít jen v metrických prostorech, zbylá dvě ve všech topologických:
- Bod je limitou posloupnosti, pokud každé jeho {\displaystyle \varepsilon }-okolí obsahuje skoro všechny členy této posloupnosti.
- Bod je limitou posloupnosti, pokud každé jeho okolí obsahuje skoro všechny členy této posloupnosti.
- Bod je limitou posloupnosti, pokud každá otevřená množina, která jej obsahuje, obsahuje i skoro všechny členy této posloupnosti.

V topologii se jako definice limity používá poslední varianta.

## Jednoznačnost limity
V metrickém postoru (např. na reálných číslech) může mít posloupnost jen jednu limitu. Kdyby existovaly dvě různé limity {\displaystyle A,B}, označme jejich vzájemnou vzdálenost {\displaystyle h}. V případě reálných čísel to znamená {\displaystyle h=\left|A-B\right|}. Pak by existovalo {\displaystyle n_{A}} takové, že všechny prvky posloupnosti od {\displaystyle n_{A}} jsou od {\displaystyle A} vzdáleny o méně než {\displaystyle \varepsilon =h/100}, a obdobně by existovalo {\displaystyle n_{B}} pro {\displaystyle B}. Pro každé {\displaystyle n} větší než {\displaystyle n_{A}} i {\displaystyle n_{B}} to vede ke sporu s trojúhelníkovou nerovností, která říká, že vzdálenost {\displaystyle A} od {\displaystyle B} být větší, než součet vzdáleností {\displaystyle a_{n}} od {\displaystyle A} a {\displaystyle B}. Např. v reálných číslech to znamená, že {\displaystyle \left|A-B\right|\leq \left|A-a_{n}\right|+\left|a_{n}-B\right|}, tj. {\displaystyle h<h/100+h/100}, což pro kladné {\displaystyle h} nemůže nastat. (Důkaz by byl korektní, i kdybychom zvolili {\displaystyle \varepsilon =h/2}.)

### Jednoznačnost v topologických prostorech
Tvrzení, že posloupnost může mít právě jednu limitu, neplatí ve všech topologických prostorech. Platí v právě těch prostorech {\displaystyle T}, v nichž každé dva různé prvky lze „oddělit otevřenými množinami“, tj. najít otevřené nadmnožiny těchto prvků, které mají prázdný průnik. Jinými slovy, limita je jednoznačná tehdy a jen tehdy, pokud pro každé {\displaystyle a,b\in T} existují otevřené množiny {\displaystyle X,Y\subseteq T} takové, že {\displaystyle a\in X,B\in Y,X\cap Y=\emptyset }.
To platí v každém topologickém prostoru, který vznikl z metrického prostoru („zapomenutím“ metriky, ale „nezapomenutím“, které množiny jsou otevřené), jak plyne z důkazu jednoznačnosti pro metrické prostory. Příkladem prostoru, v němž to neplatí, je {\displaystyle \{-1,1\}} takový, že {\displaystyle \{-1\}} není otevřená množina; přitom nezáleží na tom, zda {\displaystyle \{1\}} je otevřená. Posloupnost samých jedniček zde konverguje k {\displaystyle 1} i {\displaystyle -1}, protože všechny její prvky leží v každé otevřené množině, která obsahuje {\displaystyle 1}, i v každé, která obsahuje {\displaystyle -1}. Jediná otevřená množina obsahující {\displaystyle -1} je totiž celá {\displaystyle \{-1,1\}}.

## Konvergentní posloupnosti
Pokud k libovolnému číslu {\displaystyle \varepsilon >0} existuje přirozené číslo {\displaystyle n_{0}} takové, že pro všechna {\displaystyle n>n_{0}} platí {\displaystyle |a_{n}-A|<\varepsilon }, pak říkáme, že posloupnost {\displaystyle \{a_{n}\}_{n=1}^{\infty }} má vlastní limitu {\displaystyle A}, popř. že posloupnost konverguje k číslu {\displaystyle A}:
{\displaystyle \lim _{n\to \infty }a_{n}=A}.
Pokud má posloupnost vlastní limitu, pak ji označujeme jako konvergentní. V opačném případě hovoříme o divergentní posloupnosti.
K ověření konvergence lze použít tzv. Bolzano-Cauchyovu podmínku, která říká, že existuje-li ke každému {\displaystyle \varepsilon >0} takové přirozené číslo {\displaystyle n_{0}}, že pro libovolnou dvojici indexů {\displaystyle m>n_{0},n>n_{0}} platí {\displaystyle |a_{m}-a_{n}|<\varepsilon }, pak je posloupnost {\displaystyle \{a_{n}\}_{n=1}^{\infty }} konvergentní. V úplných metrických prostorech se jedná o nutnou a postačující podmínku konvergence posloupnosti. Posloupnost splňující BC podmínku se také nazývá Cauchyovská posloupnost.

### Bodová konvergence funkční posloupnosti
Pokud k libovolnému číslu {\displaystyle \varepsilon >0} existuje přirozené číslo {\displaystyle n_{0}} takové, že pro všechna {\displaystyle n>n_{0}} platí {\displaystyle |f_{n}(x_{0})-f(x_{0})|<\varepsilon }, pak říkáme, že funkční posloupnost {\displaystyle \{f_{n}\}_{n=1}^{\infty }} bodově konverguje v bodě {\displaystyle x_{0}} k limitní funkci {\displaystyle f}:
{\displaystyle \lim _{n\to \infty }f_{n}(x_{0})=f(x_{0})}.
Pokud uvedená limita neexistuje, pak posloupnost {\displaystyle \{f_{n}\}_{n=1}^{\infty }} označíme jako bodově divergentní.

### Stejnoměrná konvergence funkční posloupnosti
Pokud k libovolnému číslu {\displaystyle \varepsilon >0} existuje přirozené číslo {\displaystyle n_{0}} takové, že pro všechna {\displaystyle n>n_{0}} a pro všechny body {\displaystyle x\in \mathbf {I} } platí {\displaystyle |f_{n}(x)-f(x)|<\varepsilon }, pak říkáme, že funkční posloupnost {\displaystyle \{f_{n}\}_{n=1}^{\infty }} stejnoměrně konverguje na intervalu {\displaystyle \mathbf {I} } k limitní funkci {\displaystyle f}:
{\displaystyle \lim _{n\to \infty }f_{n}(x)=f(x)}.
Podle Bolzano-Cauchyovy podmínky je posloupnost {\displaystyle \{f_{n}\}_{n=1}^{\infty }} na intervalu {\displaystyle \mathbf {I} } stejnoměrně konvergentní tehdy a pouze tehdy, pokud lze ke každému {\displaystyle \varepsilon >0} najít takové přirozené číslo {\displaystyle n_{0}}, že pro každou dvojici {\displaystyle n>n_{0},m>n_{0}} a každé {\displaystyle x\in \mathbf {I} } platí {\displaystyle \left|f_{n}(x)-f_{m}(x)\right|<\varepsilon }.
Pokud jsou funkce {\displaystyle f_{n}} na intervalu {\displaystyle \mathbf {I} } spojité a posloupnost {\displaystyle \{f_{n}\}_{n=1}^{\infty }} je na {\displaystyle \mathbf {I} } stejnoměrně konvergentní, pak je na intervalu {\displaystyle \mathbf {I} } spojitá také limitní funkce {\displaystyle f}.

## Vlastnosti konvergentní posloupnosti
- Mějme dvě konvergentní posloupnosti {\displaystyle (a_{n}),(b_{n})}, pro které platí {\displaystyle \lim _{n\to \infty }a_{n}=a,\lim _{n\to \infty }b_{n}=b}. Pak následující posloupnosti jsou také konvergentní:

{\displaystyle \lim _{n\to \infty }(a_{n}\pm b_{n})=a\pm b}
{\displaystyle \lim _{n\to \infty }ka_{n}=ka}
{\displaystyle \lim _{n\to \infty }\left|a_{n}\right|=\left|a\right|}
{\displaystyle \lim _{n\to \infty }a_{n}b_{n}=ab}
{\displaystyle \lim _{n\to \infty }{\frac {a_{n}}{b_{n}}}={\frac {a}{b}}\;{\mbox{ pro }}b\neq 0},
kde z posloupnosti {\displaystyle (b_{n})} jsou vynechány všechny nulové členy, kterých je konečný počet, neboť {\displaystyle b\neq 0}.
- Máme-li dvě konvergentní posloupnosti {\displaystyle (a_{n}),(b_{n})}, pro které platí {\displaystyle \lim _{n\to \infty }a_{n}=a,\lim _{n\to \infty }b_{n}=b}, pak jestliže pro každé {\displaystyle n} je {\displaystyle a_{n}\leq b_{n}}, pak je také {\displaystyle a\leq b}.

- Máme-li dvě konvergentní posloupnosti {\displaystyle (a_{n}),(b_{n})}, pro které platí {\displaystyle \lim _{n\to \infty }a_{n}=a,\lim _{n\to \infty }b_{n}=a}, pak jestliže existuje posloupnost {\displaystyle (c_{n})} taková, že pro každé {\displaystyle n} je {\displaystyle a_{n}\leq c_{n}\leq b_{n}}, pak platí také {\displaystyle \lim _{n\to \infty }c_{n}=a}.

- Je-li {\displaystyle (a_{k_{n}})} podposloupnost posloupnosti {\displaystyle (a_{n})} a platí {\displaystyle \lim _{n\to \infty }a_{n}=a}, pak platí také {\displaystyle \lim _{n\to \infty }a_{k_{n}}=a}.

- Bolzano-Weierstrassova věta: Je-li {\displaystyle {\mathit {(}}a_{n})} omezená posloupnost v {\displaystyle \mathbb {R} }, pak z ní lze vybrat posloupnost {\displaystyle {\mathit {(}}a_{k_{n}})}, která je konvergentní. Tato věta je založena na axiomu výběru, proto v některých logických systémech (např. intuicionistická logika) neplatí. Podle této věty má každá ohraničená posloupnost alespoň jeden hromadný bod. Pokud je těchto hromadných bodů více (i nekonečně mnoho), vždy existuje jeden nejmenší a jeden největší, tzv. limes superior a limes inferior dané posloupnosti, což zapisujeme:

{\displaystyle \lim _{n\to \infty }\sup a_{n}\ \ } a {\displaystyle \ \ \lim _{n\to \infty }\inf a_{n}},
kde posloupnost {\displaystyle (a_{n})} je konvergentní tehdy a pouze tehdy, pokud {\displaystyle \lim _{n\to \infty }a_{n}=\lim _{n\to \infty }\sup a_{n}=\lim _{n\to \infty }\inf a_{n}=a}, konvergentní posloupnost má tedy právě jeden hromadný bod.

## Divergentní a oscilující posloupnosti
Říkáme, že posloupnost je
- konvergentní, pokud má vlastní limitu,
- divergentní, pokud má nevlastní limitu,
- oscilující, pokud nemá vlastní ani nevlastní limitu.

## Úplné prostory
Posloupnost nemusí mít žádnou limitu. Metrický prostor, v němž má limitu každá cauchyovská posloupnost - tj. taková, jejíž prvky se k sobě navzájem libovolně (méně přesně řečeno: „nekonečně“) blíží - nazýváme úplným prostorem.
Reálná čísla jsou úplným prostorem, kdežto racionální čísla ne, protože např. posloupnost racionálních čísel {\displaystyle \{3;3{,}1;3{,}14;3{,}141,\dots \}} konverguje v prostoru reálných čísel k Ludolfovu číslu {\displaystyle \pi =3{,}141592\dots }, ovšem v racionálních číslech žádnou limitu nemá, tj. není konvergentní.
Některé metrický prostory jsou zároveň normovanými prostory, a to když na nich zároveň existuje struktura vektorového prostoru, s níž metrika koresponduje, nebo dokonce unitárními prostory, pokud má některé vlastnost shodné jako skalární součin. Pokud je normovaný (resp. unitární) prostor zároveň úplný, nazývá se Banachův prostor (resp. Hilbertův prostor).